# Vincent van Gogh
Vincent Willem van Gogh (født 30. marts 1853 i Zundert i Nederlandene, død 29. juli 1890 i Auvers-sur-Oise i Frankrig) var en hollandsk maler. Han er en af de mest betydningsfulde kunstnere i europæisk kunsthistorie. Van Gogh nåede at male ~900 malerier og ~1100 tegninger i en periode på 8 år, inden han døde. Han led af maniodepressiv psykose og befandt sig igennem livet både inden- og udenfor sindssygehospitaler.

## Historie
Han var kunsthandler til 1876 og derefter lægprædikant. Han studerede i Antwerpen; i 1886 rejste han til Paris for at fortsætte studierne. I Paris stiftede han bekendtskab med impressionisterne Paul Gauguin og Henri de Toulouse-Lautrec. Efter to år i Paris tog han til Arles, hvor han malede sine mest kendte landskaber og portrætter.

### Tidlige liv
Vincent blev født den 30. marts 1853 på samme dag som en storebror, Vincent, året før. Hans storebror var dødfødt. Hans far Theodorus van Gogh var protestantisk præst. Hans mor Anna Cornelia Carbentus havde mange humørsvingninger; hun elskede naturen, at tegne og male akvarel, så det var formodentligt derfra han fik sin glæde ved naturen og at tegne/male. I hans teenageår var der ikke tegn på, at han skulle have kunstneriske evner, men han var meget god til sprog. Da Vincent var 15, blev han af økonomiske årsager tvunget ud af skolen. Han talte fire sprog flydende: fransk, tysk, engelsk og hans modersmål hollandsk. Han kom aldrig tilbage til skolen. Vincent begyndte som 16-årig i lære i Haag hos Goupil & Cie som hans onkel Cent var partner i, da denne af helbredsmæssige årsager ikke længere var i stand til at drive firmaet alene. I 1873 blev han sendt til Goupil galleriet i London; her blev han forelsket i sin udlejers datter, Eugenie Loyer. Han friede til hende, men hun sagde nej; det gav ham nervesammenbrud og fik ham til at smide alle sine bøger ud undtagen Bibelen, og han viede sit liv til Gud.

### Senere liv
Vincent forlod Goupil den 1. april 1876. Han fik ulønnet arbejde som lærerassistent på en kostskole for drenge i Ramsgate, men senere fik han lønnet arbejde ved en privatskole tæt på London, hvor han fik lov til at prædike på skolen og i nabolandsbyerne. Han så dog hurtigt, at der ikke var en fremtid i det, så han tog hjem til sine forældre i Brabant, hvor han blev. Hans onkel kom ham igen til undsætning, da han fandt arbejde til ham i en boghandel. På denne tid blev Vincent igen mere og mere religiøs, og hans forældre var meget bekymret for ham, fordi han nu var 24 år gammel og stadig ingen idé havde om, hvad han ville med sit liv. De blev enige om, at han skulle studere teologi, men da han ikke havde afsluttet den almene skole, skulle han op til en adgangseksamen. Derfor flyttede han hjem til en onkel, som var præst, så onklen kunne hjælpe ham med eksamen. Intet hjalp, da han ikke kunne koncentrere sig om at læse. Vincent ville hellere gå lange ture uden for byen, og derfor opgav han planen om at studere. Han ville dog gerne stadig tjene Gud. Han forlod Amsterdam, fordi han havde en mission i Belgien. Her arbejde han som lægprædikant og underviste, besøgte de syge og prædikede. Selv om han viede sit liv og alt, hvad han havde til denne mission, og selv om at han blev kaldt ”Christus fra kulminen” blev hans kontrakt ikke fornyet. I sine breve til sin bror Theo medsendte han tit skitser, men broren rådede ham til at fokusere mere på tegninger. Her kom et vendepunkt i hans liv, da han så at han også kunne tjene Gud i sin kunst. Så han flyttede til Bruxelles i oktober 1880, hvor han begyndte at arbejde med sin tegneteknik og kom i kontakt med andre kunstnere.

### Liv som kunstner
I foråret 1881 flyttede han igen hjem til sine forældre, så han kunne fokusere på sin kunst. Hans bror sendte ham penge, så han ikke skulle tænke på dem. Hans forældre var meget skuffede over, at deres søn havde valgt at blive kunstner, fordi det i deres øjne var det samme som social fiasko. Det hjalp slet ikke, at han blev forelsket i sin kusine Kee Vos. Kee var enke, men hun ville ikke have noget at gøre med Vincent, som dog blev ved med at prøve. Det kunne hans familie ikke gå med til; derfor flyttede han fra forældrene omkring jul 1881. Vincent tog malelektioner fra sin onkel Anton Mauve, som var gift ind i familien. Mauve gav Vincent grundlæggende undervisning i maleri f.eks. akvarel og olie; van Gogh besøgte hans atelier næsten hver dag. Vincent mødte Sien Hoornik i begyndelsen af 1882. Hun blev både hans model og hans kæreste. Vincents venner og familie (herunder Mauve) blev chokeret, da Sien var en tidligere prostitueret. Derudover var hun også gravid, og havde allerede en femårig datter. Vincent havde ondt af Sien og var fast besluttet på at tage sig af hende. De lejede et atelier, hvor Vincent, Sien, den lille pige og den nye baby kunne bo. Theo godkendte ikke Vincents valg, men fortsatte med at støtte ham økonomisk. Vincent var stædig, men indså til sidst, at hans forhold til Sien ikke gik. Så han valgte, at de skulle gå hver til sit.
Citat fra et brev fra Vincent til Theo, omkring 14. september 1883 oversat til engelsk:
| “ | I knew from the outset that her character is a ruined character, but I had hopes of her finding her feet and now, precisely when I don’t see her any more and think about the things I saw in her, I increasingly come to realize that she was already too far gone to find her feet. | ” |

Vincent flyttede derefter til Drenthe, en provins i de østlige Nederlande, hvor han elskede at male hederne og moserne, men der var dårligt vejr året rundt ifølge ham. Han syntes, at der var for trist og ensomt, så han flyttede til sine forældres nye hjem i december 1883. Han arbejdede i et lille atelier bag huset, men efter et par måneder lejede han et større i landsbyen. Nuenen var en ideel ramme for en "bondemaler". Det var hjemsted for mange landmænd, landarbejdere og vævere, som Vincent tegnede og malede ved enhver lejlighed. Han foreslog i begyndelsen af 1884, at han skulle begynde at give Theo de værker han lavede, for de penge han fik fra Theo. Theo arbejdede i Paris, men Vincents billeder solgte ikke der, for franskmændene var til billeder med masser af farver, og Vincents billeder var alt for mørke efter deres smag. Vincents forældre fandt det svært at leve med deres ældste søn, som nægtede at opføre sig konventionelt. Kort efter hans far døde i slutningen af marts 1885, forlod han familiens hjem og flyttede ind i sit atelier, hvor han begyndte at arbejde på ”Kartoffelspiserne”. Vincent kombinerede sit hårde arbejde på maleriet med kæderygning og dårlig kost. De fleste af hans penge gik til materialer. Senere samme år besluttede han sig for at melde sig ind på Kunstakademiet i Antwerpen og forlod Holland, for aldrig at vende tilbage.

### Liv efter Holland
Antwerpen havde masser at tilbyde Vincent: gode materialer, tegneklubber med modeller, kirker, museer og gallerier fyldt med kunst. De tegningsklasser, han tog på akademiet, var dog alt for traditionelle for ham.
Citat fra et brev til hans bror Theo, september 1886
| “ | I actually find all the drawings I see there hopelessly bad — and fundamentally wrong. And I know that mine are totally different — time will just have to tell who’s right. Damn it, not one of them has any feeling for what a classical statue is. | ” |

Han boede ikke længe i den flamske by. Han arrangerede med Theo at komme til Paris og tage lektioner hos Fernand Cormons - en kunstner, der var meget populær hos udenlandske studerende. Theo begyndte at lede efter en lejlighed stor nok til ham og hans bror, men før han kunne finde en, dukkede Vincent uanmeldt op i Paris ved udgangen af februar 1886. Han introducerede sin bror til den farverige verden af kunstnere som Claude Monet. Vincent lærte også en ny generation af kunstnere at kende på Fernand Cormons atelier, herunder Henri de Toulouse-Lautrec og Emile Bernard. Alle disse nye indtryk og nye mennesker har haft indflydelse på hans arbejde og inspirerede ham til at eksperimentere frit. De mørke toner fra Kartoffelspiserne blev hurtigt til lysere farver, som i " Montmartre med stenbrud". Vincents arbejde voksede sig støt lysere i Paris under indflydelse af moderne kunst. Han brugte lysere farver og udviklede sin egen malestil, med korte penselstrøg. Motiverne ændrede sig også, fra landarbejdere til cafeer og boulevarder, landskabet langs Seinen og blomsteropstillinger. Han forsøgte sig også med mere 'kommercielle' projekter som portrætter. Vincent sad mest selv model til sine portrætter, da modeller var relativt dyre. I mellemtiden fandt han en ny inspirationskilde i japanske træsnit, der blev solgt i store mængder i Paris. Vincent og Theo begyndte at samle på dem. Indflydelsen fra de dristige konturer, beskæring og farvekontraster i disse tryk viste sig straks i hans eget arbejde. Efter to år, begyndte Vincent at blive træt af det hektiske liv i Paris. Han længtes efter freden på landet, efter solen, lyset og farverne, der var i de japanske landskaber. Han håbede at finde det i Provence i Sydfrankrig. Han ankom den 20. februar 1888 til Arles, en lille by ved floden Rhône. Vincent blev glad for det skarpe lys og farverne i Arles, han begyndte at male frugttræer i blomst og bønderne, som høstede. Han tog også en tur til kysten, hvor han malede bådene. Hans stil blev løsere og mere udtryksfuld. Vincent talte med Theo om sin plan om at etablere et 'Studio i Syd' i Arles for en gruppe kunstnere, så Theo kunne sælge billederne i Paris. Med denne 'kunstnerkoloni' i tankerne, lejede Vincent fire værelser i 'Det gule hus' på Place Lamartine. Paul Gauguin var den første - og den sidste – af de kunstnere, der flyttede ind hos ham. Gauguin ankom i slutningen af oktober 1888.

### Sammenbrud
Vincent og Gauguin arbejdede hårdt sammen, og deres samarbejde resulterede i nogle ekstraordinære malerier. De to havde meget forskelligt syn på kunst, hvilket førte til hyppige og ophedede diskussioner. Gauguin arbejdede hovedsageligt fra hukommelsen og sin fantasi, mens Vincent foretrak at male, hvad han kunne se foran sig (ikke Gauguin). Deres meget forskellige karakter fik spændingerne mellem dem til at stige. Vincent begyndte at vise tegn på ophidselse, og da Gauguin truede med at forlade huset, blev presset ham for meget. Van Gogh blev så fortvivlet, at han truede sin ven med en barberkniv. Senere samme aften skar han sin ene øre af, svøbte det i en avis og afleverede pakken til en prostitueret i nærheden. Morgenen efter blev Vincent indlagt på et hospital i Arles. Theo skyndte sig med toget, så snart han hørte det.
Theos brev på hollandsk til sin hustru Jo Bonger 28. december 1888:
| “ | I found Vincent in the hospital in Arles. The people around him realized from his agitation that for the past few days he had been showing symptoms of that most dreadful illness, of madness, and an attack of fièvre chaude, when he injured himself with a knife, was the reason he was taken to hospital. Will he remain insane? The doctors think it possible, but daren’t yet say for certain. | ” |

Theo og Gauguin vendte tilbage til Paris umiddelbart efter besøget på hospitalet. Vincents drøm om et fælles atelier var kortvarigt. Han huskede lidt om hændelsen, og da han blev udskrevet fra hospitalet i begyndelsen af januar 1889 genoptog han sin kunst. Men hans helbred svingede kraftigt. Af frygt for et nyt anfald af sygdom, valgte han frivilligt at blive indlagt på Saint-Paul-de-Mausole sindssygehospital i Saint-Rémy i maj. Da Vincent var kommet sig på klinikken i Saint-Rémy, begyndte han at arbejde igen. På sine gode dage malede han ofte i den indhegnede have, og han fik senere lov til også, at arbejde uden for hospitalet. Han fik ekstra plads i klinikken, som han kunne bruge som studie, hvor han malede en række værker som kopier af Rembrandt og Hirse. Vincents sind fortsatte med at svinge. I en periode med ekstrem forvirring spiste han af sin oliemaling, hvorefter han kun måtte at tegne et stykke tid. Trods de tilbagefald var Vincent usædvanligt produktiv i Saint-Rémy, hvor han fuldendte omkring 150 malerier i løbet af et år. Seks af Vincent malerier blev vist i Bruxelles i begyndelsen af 1890 på en gruppeudstilling af de belgiske kunstneres forening 'Les Vingt " ("De Tyve"). Kunstkritikeren Albert Aurier skrev en positiv artikel om van Goghs arbejde, og et af hans udstillede malerier, Den røde Vingård, blev solgt. Vincent forlod sindssygehospitalet i Saint-Rémy i maj 1890 og drog nordpå til Auvers-sur-Oise, hvor flere kunstnere allerede boede. Auvers-sur-Oise gav Vincent den fred og ro, som han havde brug for, og samtidig var det tæt nok på Paris for ham, så han kunne besøge sin bror Theo. Lægen i byen, Paul Gachet, kunne holde øje med ham. Vincent blev hurtigt ven med Gachet, der var amatørmaler. Han rådede Vincent til helt at begrave sig i sin kunst. Det gjorde han, og han malede haver og marker omkring landsbyen i et hektisk tempo. Vincent malede febrilsk, og han færdiggjorde næsten et værk om dagen. Hans helbred syntes også at være forbedret. Vincent besøgte Theo og hans familie i Paris i begyndelsen af juli 1890, hvor han erfarede, at hans bror tænkte på at stoppe sit samarbejde med kunsthandlere, som han havde haft i mange år. Theo ønskede at etablere sin egen virksomhed, og det gav en økonomisk risiko. Vincent vendte tilbage til Auvers-sur-Oise som en bekymret mand. Både Theo og hans kone, Jo Banger, skrev til Vincent for at berolige ham.
Den 27. juli 1890 gik han ud i en hvedemark for at male. Han vaklede tilbage til sit værelse på Auberge Ravoux med et skudsår i maven. Theo styrtede fra Paris til Auvers-sur-Oise og var til stede, da hans bror døde af sine kvæstelser den 29. juli 1890. Vincent blev begravet Auvers-sur-Oise den 30. juli 1890. Hans arv var en stor mængde kunstværker.
Det har længe været den almene opfattelse, at van Gogh den 27. juli 1890 selv havde affyret det skud, hvis kvæstelser tog livet af ham. I 2011 blev ny forskning udgivet, der peger på, at van Gogh ikke selv affyrede skuddet. Ifølge den forskning var det nogle teenagere, som van Gogh undertiden havde drukket med, der skulle have affyret skuddet ved et uheld, fordi de legede på marken. Van Gogh skulle efter sigende have dækket over drengene og accepteret døden, da den kom til ham, bl.a. fordi han frygtede at blive en for stor økonomisk belastning for sin bror, Theo, og fordi kunstnerens mentale helbred var meget svingende.
Hvorvidt van Gogh tog sit eget liv eller ej forbliver en fortsat diskussion. Van Gogh-museet i Amsterdam anerkender for eksempel ikke påstandene..

## Eftermæle
Van Goghs indflydelse på ekspressionisme, fauvisme og den tidlige abstraktion var enorm og spores i det 20. århundredes kunst. Hans mest betydningsfulde værker findes i Van Gogh-museet i Amsterdam og i Kröller-Müller Museet i Otterlo. Hans værker er blandt de mest værdifulde i verden. Den 30. marts 1987 blev hans Iriser solgt for verdensrekordprisen 53,9 mio. USD og tre år senere blev rekorden slået af et af hans portrætter – Portræt af Dr. Gachet, der blev solgt for 82,5 mio. USD. Rekorden er slået: Picasso (104 mio. USD), Gustav Klimt (135 mio. USD) og Jackson Pollock (140 mio. USD). Van Goghs portræt af Dr. Gachet blev hos Christie's i New York solgt for 470 mio. Kr. Det blev købt af Ryoei Saito, der også ejer Renoirs Au moulin de la Galette.

## Værker
- Sorrow, 1882
- Solsikker, 1888
- Cafeterrasse om aftenen, 1888
- Høst i Provence, 1888
- Vincents soveværelse i Arles, 1888
- Stjernenat, 1889
- Iriser, 1889
- Maler på vej til arbejde, 1889
- Hvidt hus om natten, 1890
- Portræt af Dr. Gachet, 1890
- Iriser, 1890